# قائمة مهن نظم وتقنية المعلومات
تتضمن القائمة التالية المهن المتعلقة بالمعلوماتية وتكنولوجيا المعلومات
- محلل تطبيقات
- مشغل حاسوب
- تقني تصليح الحاسوب
- عالم حاسوب
- محلل النظم
- مدخل بيانات
- مدير قاعدة بيانات
- تحليل بيانات
- علم البيانات
- محلل شبكات
- مسؤول الشبكة
- مبرمج
- مهندس أمن معلوماتية
- مصمم برمجيات
- محلل البرامج
- محلل جودة نظم
- مدير النظام
- مطور ويب

## وصلات خارجية
- مكتب إحصائيات العمل- قاعدة بيانات